# 御船層群
御船層群（みふねそうぐん）または御船層（みふねそう）は、日本の中生代の地層で、主に恐竜の化石が含まれている。

## 化石
この地層で発見された化石には、不明の恐竜の化石、カメのアドクス、シャケミス、ティエンフケロイデス、翼竜のニッポノプテルス、未命名の貝、アンモナイトのユーキャライコセラスなどが含まれている。